# 黒須英之
黒須 英之（くろす ひでゆき、1964年（昭和39年）5月24日 - ）は、山形テレビ (YTS) の編成制作局長兼編成部長。

## 来歴
宮城県石巻市出身。宮城県石巻高等学校、日本大学卒業。
大学を卒業後、1987年に山形テレビに入社。同期の鈴木千尋とともに同局のアナウンサーになる。
『YTSA1サタデー』、『情報わいどYTSゴジダス』、『スーパーJチャンネルYTSゴジダス』ではメインキャスターを務めていた。『ゴジダス』を降板してから5年半ほどはスポーツ中継専門のアナウンサー兼報道記者として活動していたが、2005年10月に『ゴジダス』のメインキャスターに復帰する。
その後、同局のアナウンス責任者、編成制作局次長兼編成部長を経て、編成制作局長兼編成部長に就任する。

## 担当番組
- YTSA1サタデー
- クイズ・親子でドキドキ!山形物語
- 情報わいどYTSゴジダス
- スーパーJチャンネルYTSゴジダス
- スポーツ中継
- YTSスペシャル
  - 平成という時代 山形の30年（2019年4月22日）[9]
  - YTSアーカイブの蔵出し映像満載！故(ふる)きを温(たず)ねて半世紀（2020年6月10日）[10]
- YTSニュース